# صبري العزاوي
صبري باشا العزاوي وهو صبري شويش عبدالله الحمد  العزاوي ضابط عراقي خدم في الجيش العثماني في المدينة المنورة حتى تسليمها من قبل فخري باشا – الوالي العثماني – للشريف علي بن الحسين وأخيه الشريف عبد الله بن الحسين فانضم للجيش الشريفي منذ حينه، خلف البكباشي محمود القيسوني لمنصب وكالة الحربية في الحكومة الحجازية بعد أن تقدم القيسوني باستقالته للملك حسين في 24 يوليو 1920.
لاحقاً كان من الضباط الذين انضموا للجيش العراقي وأصبح لهم شأن في العراق.  سكنوا محلة الفضل في بغداد وبعد ذلك الاعظمية لديه ابن واحد هو الضابط عبدالحق صبري العزاوي وكان احد المشتركين في ثورة رشيد عالي الكيلاني برتبة ملازم أنا ذاك ضد الانتداب الانكليزي ولاحقاً احد قادة جيش الانقاذ العربي في القدس وكان الفلسطينيون يلقبونه الغزاوي بدل العزاوي لما قدمه من انتصارات في القدس وغزة ومؤسس كثير من الجرايد والصحف مثل الشورى وصدى الشورى 